# Atjehfazant
De atjehfazant (ook wel Hoogerwerf-fazant) (Lophura inornata hoogerwerfi) is een vogel uit de familie fazanten (Phasianidae). De wetenschappelijke naam is een eerbetoon aan de Nederlandse atleet, zoöloog en natuurbeschermer Andries Hoogerwerf.

## Verspreiding en leefgebied
De fazant is endemisch in Noord-Sumatra, Indonesië. 

## Status
Volgens de IOC World Bird List is dit een ondersoort van Salvadori's fazant (L. inornata). De vogel is standvogel in montaan regenwoud op een hoogte tussen 650 en 2200 m boven zeeniveau. Het leefgebied van deze vogel wordt bedreigd door ontbossing en omzetting van oerwoud in landbouwgebied en verder ook bejaging. Om deze redenen staat het taxon Lophura inornata als gevoelig op de Rode Lijst van de IUCN